# Aidonia (Musiker)

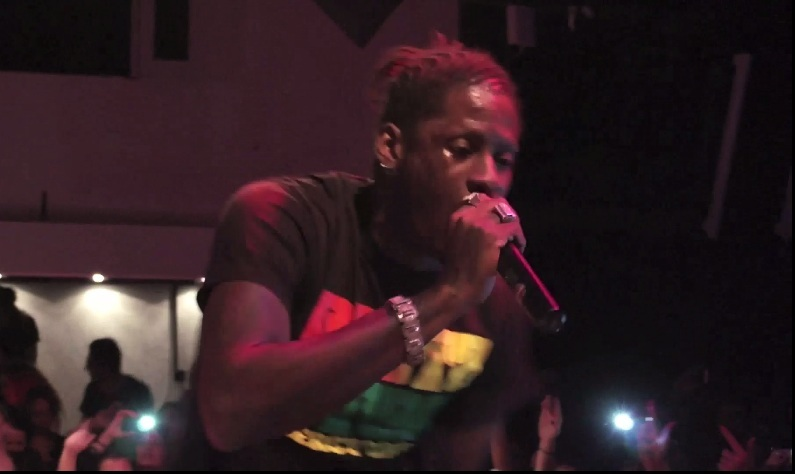
Aidonia in Schweden 2012

Aidonia (* 6. April 1981 als Sheldon Aitana Lawrence), manchmal auch Idonia, ist ein jamaikanischer Dancehall-Deejay. Er ist Mitglied der Deejay-Vereinigung The Alliance.

## Biografie
Aidonia wurde am 6. April 1981 in den Red Hills in der Metropolregion von Kingston, Jamaika, geboren. Er ist das zweite von vier Kindern. Seine Mutter war Lehrerin und sein Vater ein ehemaliger Soldat. Sein Künstlername setzt sich aus den ersten zwei Buchstaben seines zweiten  Namens Aitana und dem Spitznamen Donia zusammen. Diesen hatte er in seiner Jugend als Football-Spieler erhalten. Aidonia besuchte die Mona Primary School in Mona. Danach wechselte er zur Meadowbrook High, von der er wegen einer Bildung und Haltung einer Bande (Bad Company) verwiesen wurde. Diese Schule besuchte er bis zur Oberstufe.
Laut eigener Aussage begann Aidonias Karriere damit, dass er in seiner High-School-Zeit ein Video eines Deejay-Clashs von 1993 zwischen Beenie Man und seinem Idol Bounty Killer sah. Danach beschloss er selbst ein Deejay zu werden. Er begann damit, diesen und andere Clashs vor Freunden und Klassenkameraden nachzustellen, und fing an eigene Texte zu schreiben. Daraufhin gründete Aidonia zusammen mit Freunden das Soundsystem JAG1 Crew (Jah A Guide). Nachdem er jedoch der Schule verwiesen wurde, zog er mit seinem Vater in die Vereinigten Staaten. Dort arbeitete er in New York bei der Firma FedEx als Zulieferer. In den nächsten drei Jahren kehrte Aidonia immer wieder nach Jamaika zurück und war nebenbei in der New Yorker Dancehall-Szene aktiv. Dort wurde er ermutigt, nach Jamaika zurückzukehren und sich seiner Karriere als Dancehall-Deejay zu widmen.
Nachdem Aidonia nach Jamaika zurückgekehrt ist, lernte er den Deejay und Produzenten Goofy, auch bekannt als Mr. G kennen. Im Oktober 2003 erschien die erste Single auf dessen Label Young Blood mit dem Namen „Many a Dem“. Daraufhin begann seine Arbeit mit dem Labelbetreiber von Orizen Entertainment, Rod Pinnock, und im Frühjahr 2004 wurde Aidonia Deejay der in Kingston wöchentlichen Veranstaltung Battle Thurstdays. In der zweiten Hälfte des Jahres 2004 bekam Aidonia Kontakt zu dem Musikproduzenten Cordell „Skatta“ Burrell der ihn in seinem Studio Aufnahmen machen ließ. Zwei Monate darauf hatte Aidonia seinen ersten Hit auf Skattas Irish Dance Riddim mit dem Namen „Lolly“. Dieser wurde im Oktober 2005 in die jährlich erscheinende CD-Box „Strictly The Best“ (Vol. 33) des Labels VP Records aufgenommen. Im Jahre 2006 arbeitete Aidonia mit dem jamaikanischen Dancehall-Deejay Bounty Killer zusammen und wurde in dessen Deejay-Vereinigung The Alliance aufgenommen. Zusammen veröffentlichten sie den Song „Sen Fi Di Guns“ auf dem 12-Gauge Riddim. Nach dieser Zusammenarbeit wurde Aidonia auch international bekannt und wurde überall in den USA und dem karibischen Raum gebucht. Aber noch im selben Jahr verließ er die Alliance, zusammen mit dem Deejay Vybz Kartel, nach Streitigkeiten wieder. Nachdem Vybz Kartel eine eigene Deejay-Crew mit dem Namen Portmore Empire gegründet hat, tritt Aidonia dieser bei. Im Jahr 2007 erschien das erste Album mit dem Namen „Then And Now“ auf dem Label Skatta Productions. Im Jahr 2010 wurde berichtet, dass Aidonia nun wieder ein festes Mitglied der Deejay-Vereinigung The Alliance ist.

## Diskografie

### Singles, Dubplates
| - 2003 - Many a Dem - Young Blood - 2003 - Drawz Drop - South Block - 2004 - Charmer - Commissioner - 2004 - Lord Of The Blings - Orize'n - 2004 - Prayer - Young Blood - 2005 - Assault - Fat Eyes Records - 2005 - Wine Pon De Ting - FIP Records - 2005 - Cardinal Point - In Time Music - 2005 - Different Girl, Different Room - Fresh Ear - 2005 - Inna Di Ghetto - Annex - 2005 - Lolly - Bun Up - 2005 - Lyrics - Jam 2 - 2006 - Chicken Head - Young Legends - 2006 - Ukku Bit - Young Legends - 2006 - Give It Up - Fat Eyes Records - 2006 - King Fish A Come / Unknown Assailant - Big Ship Records - 2006 - Bush-Kash - Big Ship Records - 2006 - Bicycle - Reggae Republic - 2006 - Clap Up - John John - 2006 - Bookam Bookam - TJ - 2006 - Boom Pan It - Amplex - 2006 - Eagle - Very Huge - 2006 - Ends Lock - South Rakkas - 2006 - Football - Slam Records - 2006 - Go Get Them - Trackhouse - 2006 - Golden Eagle - Top Notch Projex - 2006 - Innocent Blood - Birchill - 2006 - March Out - Jam 2 - 2006 - One Motion - John John - 2006 - Put It Down - Fresh Ear - 2006 - Reload - Pure Music - 2006 - Rules And Laws - Time Travel - 2006 - Say So Den - Loud Disturbance | - 2006 - Spray Spray Dem - Greensleeves - 2006 - Straight Happiness - Reggae Republic - 2006 - Tough Talk - Danger Zone - 2006 - War Monger - Pure Music - 2007 - Addy A Mi Daddy - Yellow Moon - 2007 - Tight - Big Ship Records - 2007 - Dem Dead - Big Ship Records - 2007 - Empty - Big Ship Records - 2007 - Gaga - VP Records - 2007 - Wine - VP Records - 2007 - Play Tuff - Fire Links - 2007 - The Robbery - Big Ship Records - 2008 - She Bawl - Big Ship Records - 2008 - Start It - Big Ship Records - 2008 - Flying Dagger (a.k.a. 100 Stab) - Equiknoxx Musiq - 2008 - Wrong Thing - Liv Up Records - 2008 - Bruk It Off - Big Ship Records - 2009 - Oh Oh Oh Oh - Big Ship Records - 2009 - Mood For Love - Big Ship Records - 2009 - Bad Man A Step - VP Records - 2010 - Brace Whine - Big Ship Records - 2010 - Nuh Par Wid - Romeich - 2010 - She Mek Me Say - Chimney - 2010 - Want Ina Dem - PayDay Music - 2010 - We Run Uptown - Big Ship Records - 2010 - Dweet - Daseca - 2011 - Chat From No Boy - Chrome - 2011 - Bad Pickney - Di Genius - 2011 - Fraid A Wi - Bus Stop - 2011 - From Yo Can Fuck - Dre Day Star Status - 2011 - Gal Yuh Can Fuck - Romeich - 2011 - Thunderous Clap - Rockers - 2011 - Yuh Can Wine - Di Genius |

### Alben
- 2007 - Then And Now - Skatta Productions

### Zusammenarbeit mit anderen Künstlern
- 2006 - Let's Roll (feat. Esco & Leftside) - Gravi-T
- 2007 - Sen Fi Di Guns (feat. Bounty Killer)
- 2007 - Di Glue (feat. Beenie Man) - Free Willy
- 2008 - Pop It Off (feat. Chino) - Big Ship Records
- 2009 - Di Tress (feat. Tarrus Riley) - Tad's International
- 2009 - Wi Sick (feat. Suvertu) - Big Ship Records